# Physisporus byssinus
Physisporus byssinus är en svampart som beskrevs av Heinrich Adolf Schrader 1794. Physisporus byssinus ingår i släktet Physisporus och familjen Polyporaceae.   Inga underarter finns listade i Catalogue of Life.